# Euonthophagus sulcicollis
Euonthophagus sulcicollis är en skalbaggsart som beskrevs av Edmund Reitter 1892. Euonthophagus sulcicollis ingår i släktet Euonthophagus och familjen bladhorningar. Inga underarter finns listade i Catalogue of Life.